# Бізнес

Час, потрібний для початку бізнесу 2017 року

Бізнес (також знаний як підприємство або фірма) є установою, що бере участь у виробництві продукції, торгівлі товарами чи послугах споживачам. Компанії — найпоширеніші у капіталістичній економіці, де більшість з них приватні та засновані задля одержання прибутку, отже збільшення багатства їхнім власникам. Компанії також можуть бути не-для-прибутку, або державними корпораціями.
Бізнес (англ. business — справа, робота, заняття) — підприємницька, комерційна чи будь-яка інша діяльність, котра не суперечить закону і спрямована на отримання прибутку.

## Етимологія
Отож бізнес — англіцизм, який означає економічну діяльність. Етимологічно слово бізнес походить від «busy» — зайнятий, дієвий. У соціальному вимірі, бути «зайнятою» діловою людиною (бізнесменом), може означати участь у засновуванні виробництва товарів чи послуг з прибутковою метою.
Ще — бізнес це підприємницька діяльність з купівлі та продажу, котра дає прибуток. Бізнесом називають також, комерційне підприємство чи будь-яку прикладну справу. Слово «Бізнес» в англомовних країнах, може вживатися й у зневажливому значенні — як сумнівна справа, здирництво, хоча переважно — у сенсі завдання, обов'язку, турбот, права, складної справи.
В Україні за радянських часів, це слово мало лише недобрий відтінок й означало діяльність, скеровану на одержання прибутку без огляду на засади поведінки, виходячи лише з самолюбних власних зацікавлень, часто шляхом здирництва, сумнівних оборудок. З поступовим переходом до ринкової економіки у незалежній Україні, змінювалося смислове й почуттєве навантаження цього слова: воно почало означати, як і в розвинених країнах, насамперед корисну діяльність для забезпечення особистих потреб життя. Однак велика кількість населення, загалом і надалі вважає, що це заняття неодмінно передбачає нечесність, правопорушення, а то й схильність до злочинної поведінки, а їхні прибутки загалом, не є підсумком особистої кмітливості й вправності підприємця, та не збігаються з вигодами для країни, спільноти, використовуються марнотратно й не заради економічного зростання, відповідно до задумів справедливості що панують в Україні. Натомість у розвинених капіталістичних країнах, бізнес у своєму «цивілізованому» вигляді діє згідно з законами, сповнений економічної відповідальності й відданий національній користі.

## Основні форми власності
Форми володіння бізнесом розрізняються залежно від юрисдикції, але існує кілька загальних суб'єктів:
Індивідуальне підприємство: Особисте підприємство, що належить одній людині — приватному підприємцю, також відомому як фізична особа підприємець (ФОП), і діє на її користь. Власник веде бізнес самостійно і може наймати співробітників. Приватний підприємець несе необмежену відповідальність за всіма зобов'язаннями, взятими на себе бізнесом — чи то операційні витрати, або судові рішення проти бізнесу. Всі активи бізнесу належать приватному підприємцеві, зокрема, наприклад, комп'ютерна інфраструктура, будь який інвентар, виробниче або торговельне обладнання, а також усіляка нерухомість, що належить ФОП.
Партнерство: Співучасть — бізнес, який належить двом або більше людям. У більшості форм партнерства, кожен напарник несе необмежену відповідальність за боргами, що виникли у бізнесу. Три найпоширеніших види таких комерційних товариств це: повне товариство, обмежене партнерство і товариство з обмеженою відповідальністю (ТОВ).
Корпорація: власники корпорації несуть обмежену відповідальність, а бізнес має окрему юридичну особу від своїх власників. Корпорації можуть бути як державними, так і приватними, і вони можуть організовуватися як для отримання прибутку, так і як неприбуткові організації. Приватною комерційною корпорацією володіють її акціонери, які обирають раду директорів для керівництва корпорацією і найму її керівного персоналу. Приватна комерційна корпорація може перебувати у приватній власності невеликої групи осіб або у відкритому володінні, з публічними акціями які котируються на фондовій біржі.
Кооператив: Кооператив, який часто називають «ко-оп», являє собою підприємство з обмеженою відповідальністю, яке може засновуватися як прибуткове або неприбуткове. Кооператив відрізняється від корпорації тим, що в ньому є члени, а не акціонери, і вони розділяють повноваження щодо ухвалення рішень. Ці кооперативи зазвичай, поділяються на споживчі або робочі кооперативи. Кооперативи є основою ідеології економічної демократії.
Limited liability company (LLC) — товариства з обмеженою відповідальністю та інші особливі види бізнес-організацій, котрі захищають своїх власників або акціонерів від банкрутства, ведучи бізнес у межах окремої юридичної особи з певним правовим захистом. Навпаки, некорпоративні підприємства або особи, які працюють самостійно, зазвичай не захищені.
Франшизи: франшиза — система, в якій підприємці купують права на відкриття та ведення бізнесу у більш великої корпорації. Франчайзинг, наприклад у США, дуже поширений і є однією з основних економічних сил. Одне з дванадцяти підприємств роздрібної торгівлі в Сполучених Штатах, має франчайзинговий бізнес, де працюють 8 мільйонів осіб.
Приватну компанію, обмежену гарантією: зазвичай використовують, коли компанії створюють для неприбуткової мети — наприклад, як клуби або благодійні організації. Члени гарантують виплату певних (зазвичай номінальних) сум, якщо компанія йде на ліквідацію через неплатоспроможність, але в іншому, вони не мають економічних прав щодо компанії. Цей різновид компаній поширений в Англії. Компанія з відповідальністю, обмеженою гарантією, може мати акціонерний капітал або не мати його.
Приватна компанія, обмежена акціями: найпоширеніша форма компанії, яку використовують для комерційних підприємств. Зокрема, компанія з обмеженою відповідальністю — це «компанія, в котрій відповідальність кожного акціонера обмежена сумою особистого інвестування», причому корпорація є «найбільш поширеним прикладом компанії з обмеженою відповідальністю». Цей тип компанії поширений у Великій Британії та багатьох англомовних країнах. Компанія з обмеженою відповідальністю, може бути:
- публічною торговельною компанією або

- приватним підприємством.

## Класифікація
Див. ще: Класифікація галузей промисловості, Класифікація видів економічної діяльності
Сільське господарство, як-от одомашнення риби, тварин, вирощування худоби, а також лісозаготівельні, нафтові і гірничі підприємства, котрі видобувають природні ресурси і сировину, як-от: деревина, нафта, природний газ, руди, рослини або мінерали.
Бізнеси, що надають фінансові послуги, охоплюють: банки, брокерські фірми, кредитні спілки, страхові компанії, компанії з активів та інвестицій, наприклад приватні інвестиційні компанії, фонди прямих інвестицій, інвестиційні фонди нерухомості, суверенні фонди добробуту, пенсійні фонди, пайові інвестиційні фонди, індексні фонди та гедж-фонди, фондові біржі й інші компанії, які отримують прибуток за рахунок інвестицій та керування капіталом.
Розважальні компанії й установи засобів масової інформації, котрі отримують прибуток здебільшого, від продажу інтелектуальної власності. До їх числа входять: кіностудії і продюсерські компанії, підприємства засобів масової інформації, наприклад мережі кабельного телебачення, онлайн-агентства цифрових медіа, заклади по роботі з талантами, підприємства мобільного зв'язку, газети, видавництва книг і журналів.
Промислові виробники — виготовляють продукцію або з сировини, чи зі складових частин, а потім експортують готові вироби з прибутком. До них належать матеріальні товари, для прикладу автомобілі, автобуси, медичні прилади, скло або літаки.
Компанії, котрі працюють з нерухомістю, продають, інвестують, споруджують і розвивають нерухомість, зокрема землю, житлові будинки та інші споруди.
Роздрібна торгівля, гуртова торгівля та дистрибуція (логістика), діють як посередники і доправляють товари, виготовлені виробниками, передбачуваним споживачам; вони отримують прибуток завищуючи ціни виробників. Більшість магазинів і торгових фірм, є дистриб'юторами або роздрібними продавцями.
Транспортні підприємства, відповідно залізниці, авіалінії, судноплавні компанії, які доправляють товари і фізичних осіб в місця призначення за плату.
Спортивна індустрія бере участь у виробництві, сприянні, просуванні або започаткуванні будь-якої діяльності, досвіду або бізнесу, спрямованого на спорт. Вона отримує прибуток продаючи товари і послуги, пов'язані зі спортом.
Комунальні підприємства надають житлово-комунальні послуги, переважно водопостачання, електропостачання, видалення відходів або очищення стічних вод. Ці галузі зазвичай, перебувають у віданні державного уряду.
Третинний сектор економіки пропонує нематеріальні товари або послуги і зазвичай, стягує плату за робочу силу або інші послуги, що надаються уряду, споживачам або іншим підприємствам. Оформлювачі інтер'єрів, косметологи, стилісти, візажисти, солярії, пральні самообслуговування, хімчистки і дезінсектори — це підприємства галузі послуг.

## Керування бізнесом
Прибуткова і плідна діяльність бізнесу, а також вивчення цього предмета, називається менеджментом. Основними напрямками керування, є фінансовий менеджмент, маркетинг-менеджмент, керування персоналом, стратегічний менеджмент, виробничий менеджмент, операційний менеджмент, сервіс-менеджмент та керування інформаційними технологіями. Власники можуть самі керувати своїм бізнесом або наймати менеджерів для цього. Незалежно від того, чи є вони власниками або найманими працівниками, менеджери керують трьома основними складовими вартості бізнесу: фінансовими ресурсами, капіталом (матеріальними ресурсами) і людськими ресурсами. Цими ресурсами керують щонайменше в шести функціональних областях: юридичні контракти, виробництво або виробничі послуги, маркетинг, бухгалтерський облік, фінансування і людські ресурси.
Кілька важливих чинників, які слід враховувати під час ухвалення рішення про те, як керувати бізнесом, охоплюють:
- Загальні партнери в товаристві (крім товариства з обмеженою відповідальністю), а також всі, хто особисто володіє та керує підприємством без створення окремої юридичної особи, несуть особисту відповідальність за борги і зобов'язання підприємства.

- Здебільшого, корпорації зобов'язані платити податки так само, як і «справжні» люди. У деяких податкових системах, це може призвести до так званого подвійного оподаткування, оскільки спочатку корпорація платить податок на прибуток, а згодом, коли вона розподіляє загальний прибуток своїм власникам, фізичні особи повинні вносити дивіденди у свій дохід, коли вони заповнюють власні особисті податкові декларації, після чого вводиться другий рівень прибуткового податку.

- У більшості країн існують закони, які тлумачать малі корпорації інакше, ніж великі. Вони можуть бути звільнені від певних вимог законодавства, мати спрощені процедури в особливих областях і мати полегшений, вигідний або дещо інший податковий розпорядок.

- «Публічне розміщення» через дію, відому як первинна публічна пропозиція (англ. IPO), означає, що частина бізнесу буде належати членам громадськості. Це вимагає від установи, як окремого суб'єкта, розкриття відомостей громадськості та дотримання жорсткішого зведення законів і приписів. Більшість публічних компаній є корпораціями, котрі продали акції, але все частіше виникають також публічні ТОВ, які продають ПАЇ (іноді також звані акціями), а ще інші незвичайніші установи, як-от інвестиційні трасти нерухомості в США і пайові трасти у Великій Британії. Повне товариство не може «стати публічним».

## Капітал

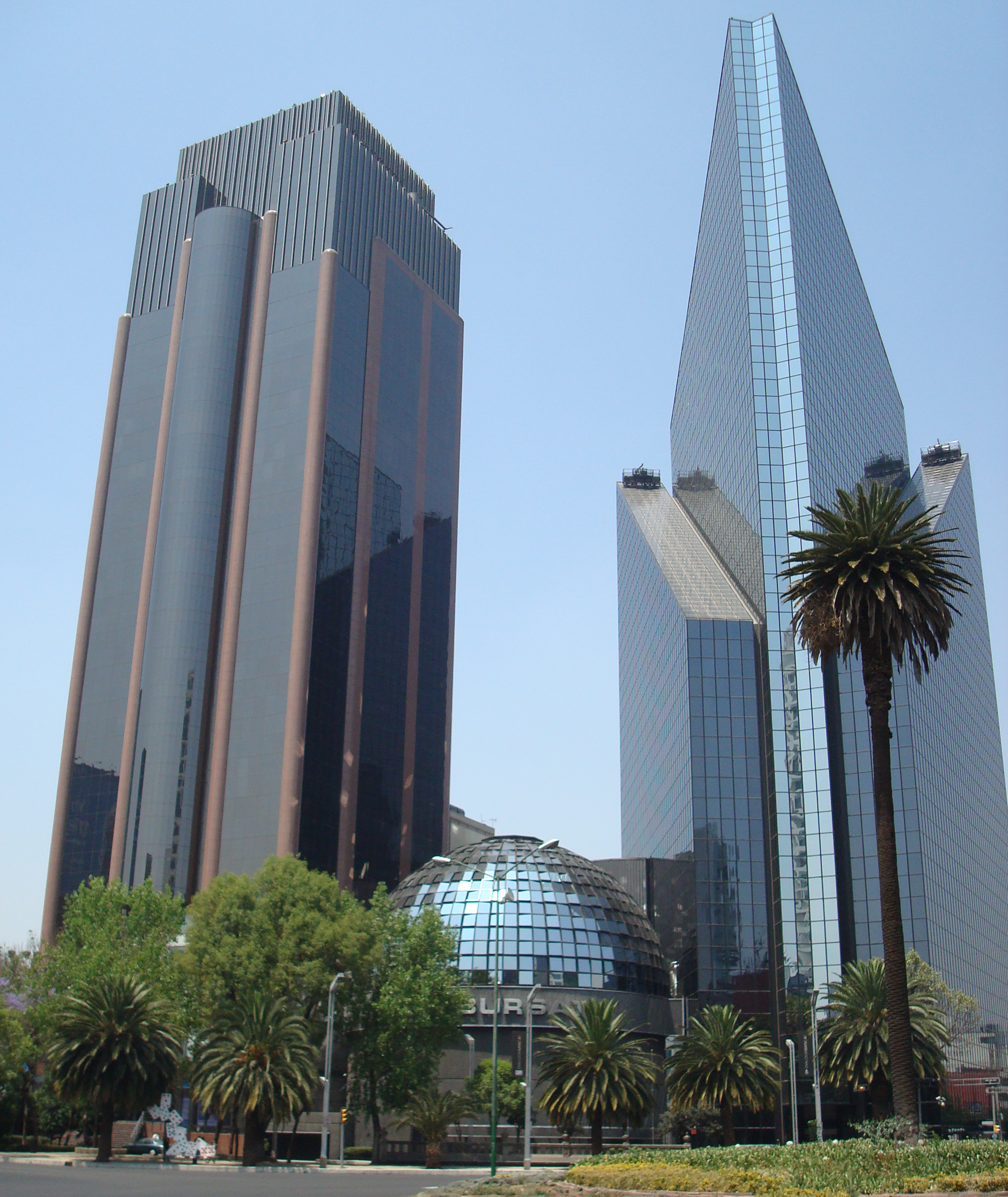
Мексиканська фондова біржа на Проспекті Реформи, Мехіко

Коли підприємствам потрібно залучити гроші (їх називають капіталом), вони інколи пропонують цінні папери для продажу.
Капітал може бути залучено приватними засобами, шляхом первинного публічного розміщення на фондовій біржі або іншими способами.
Серед основних фондових бірж — Шанхайська та Гонконзька (Китай), Сінгапурська, Нью -Йоркська та NASDAQ (США), Лондонська (Велика Британія), Токійська (Японія) та Бомбейська (Індія). Більшість країн з ринками капіталу, мають принаймні одну.
Підприємства, які стали публічними, підпадають під дію нормативних актів, що стосуються їх внутрішнього керування, наприклад, як визначається компенсація керівникам, а також коли і як інформація розкривається акціонерам та громадськості. У Сполучених Штатах, для прикладу, ці правила насамперед впроваджуються та виконуються Комісією з цінних паперів і бірж США (SEC). Інші західні країни мають подібні регуляторні органи. Регламенти впроваджуються та виконуються Китайською комісією з регулювання цінних паперів (CSRC) у Китаї. У Сінгапурі регулювальним органом є Монетарний орган Сінгапуру (MAS), а в Гонконгу — Комісія з цінних паперів та ф'ючерсів (SFC).
Поширення та ускладнення законів, що регулюють бізнес, змусили посилити спеціалізацію у галузі корпоративного права. Це не є нечуваним для певних видів корпоративних операцій, які потребують команди з п'яти-десяти адвокатів через розгалужене регулювання. Комерційне право охоплює загальне корпоративне право, трудове право, законодавство про охорону здоров'я, закон про цінні папери, злиття та поглинання, податкове право, плани виплат працівникам, регулювання продовольства та ліків, законодавство про інтелектуальну власність щодо авторських прав, патентів, торгових марок, законодавства про телекомунікації та фінансування.
Інші види пошуку капіталу передбачають краудсорсинг в інтернеті, венчурний капітал, банківські кредити та боргові зобов'язання.

## Походження прибутку
Спрощено, прибутковість діяльності досягається шляхом продажу якомога більшої кількості продукту чи послуг, за найменших затрат на їх виробництво\надання.
Розрізняються, звичайний дохід та винятковий дохід:
- Звичайний дохід -— дохід від реалізації та поточних фінансових операцій за біжучий рік (кредити клієнта та постачальника).

- Винятковий дохід -— за визначенням, не є частиною повсякденної діяльності компанії. Це може бути продаж активів (будівель, машин тощо), продаж дочірніх підприємств або різні бухгалтерські операції (приклад: переоцінка фінансової вартості акцій).

Націнка, розрахована як різниця між ціною продажу та собівартістю товарів, залучених до реалізації, становить основний внесок у прибуток компанії.
Щоби збільшити цю маржу, є лише два важелі:
- збільшити ціну на продану продукцію чи послуги (наприклад: продаж автомобіля за 15 000 євро),

- зменшити собівартість виробництва проданих продуктів або послуг (приклад: виробництво автомобіля за 12 000 євро).

Засоби зменшення витрат надзвичайно різноманітні, зокрема:
- вести переговори з постачальниками щодо зниження закупівельних цін на обумовлені товари,

- покращити якість виробництва з меншою кількістю відходів,

- підвищити продуктивність машин,

- покращити продуктивність праці людей (підвищення кваліфікації, коригування співвідношення між фіксованою винагородою, та прив'язаною до результатів, покращення умов праці, дослідження практик задля їх вдосконалення, краще керування персоналом, управління навичками, енергоаудит, аудит інструментів),

- знизити податки та збори з виробництва (податок на прибуток, зменшення внесків працівників на соціальні або пенсійні фонди, користування пільгами),

- зменшити запаси, щоби знизити пов'язаний капітал,

- домовлятися з клієнтами про швидші умови оплати, щоби зменшити фінансові витрати,

- використовувати безкоштовне програмне забезпечення задля зменшення капіталу, пов'язаного з платним програмним забезпеченням,

- розташуватися поруч з місцями виробництва сировини,

- зменшити фонди оплати праці та соціальні виплати, дослідження споживчої вартості (це часто найпотужніший спосіб, оскільки інколи можна значно скоротити витрати).

## Бухгалтерський облік
Бухгалтерський облік — це вимірювання, обробка та передавання фінансової інформації про господарчі суб'єкти, як-от підприємства та корпорації. Сучасну галузь було засновано італійським математиком Лукою Пачолі 1494 року. Бухгалтерський облік, який називали «мовою бізнесу», вимірює підсумки господарської діяльності організації та передає ці дані різним користувачам, здебільшого інвесторам, кредиторам, керівництву та регуляторним органам. Працівники бухгалтерського обліку, знані як бухгалтери. Терміни «бухгалтерський облік» та «фінансова звітність», часто вживають як синоніми.

## Реформування державних підприємств
Ключовим напрямком реформи державних підприємств, є побудова прозорої системи менеджменту шляхом впровадження інструментів корпоративного керування. Підсумки цієї роботи, сприятимуть підтримці реформи корпоративного урядування в секторі електроенергетики, енергетичної безпеки України та вдосконаленню конкурентності (змагальності) державних підприємств України на світових ринках.

## Комерційне право
До предмету комерційного (торгового) права відносять загальні вимоги до здійснення прибуткової діяльності, корпоративне право, купівлю-продаж товарів та інші угоди між професійними учасниками ринкових взаємин без участі споживачів (контрактне право), реєстрацію комерційних юридичних осіб, банкрутство, взаємини комерційного посередництва, обіг цінних паперів, регулювання цін і конкуренції, бухгалтерської та іншої публічної звітності, інші сфери комерційних зв'язків.
В країнах англо-американського права, одночасно з терміном комерційне право, застосовується визначення бізнесове право (англ. — business law).

## Інтелектуальна власність
Компанії часто мають важливу «інтелектуальну власність», яка потребує захисту від конкурентів, щоби компанія залишалася прибутковою. Для цього можуть знадобитися патенти, авторські права, товарні знаки або збереження комерційної таємниці. У більшості підприємств є назви, логотипи та подібні способи брендингу, яким може бути корисно використання товарних знаків. Патенти і авторські права в Україні, комерційні таємниці і товарні знаки, значною мірою регулюються Статтею 441 Цивільного кодексу України. Через характер інтелектуальної власності, бізнес потребує захисту в кожній юрисдикції, в якій компанії стурбовані проблемами конкурентів. Багато країн підписали міжнародні договори про інтелектуальну власність, і завдяки цьому компанії, зареєстровані в цих країнах, підкоряються національним законам, пов'язаним такими договорами. Задля захисту комерційної таємниці, компанії можуть вимагати від співробітників підписання положень про неприпустимість конкуренції, котрі накладають обмеження на взаємодію співробітника із зацікавленими сторонами і конкурентами.

## Профспілка
Профспілка (або спілка працівників) — організація робітників, які об'єдналися для досягнення спільних завдань, зокрема захисту ділової етики, поліпшення стандартів безпеки, досягнення вищої заробітної плати як-от: медичне обслуговування і вихід на пенсію, збільшення числа працівників, котрих роботодавець призначає для виконання роботи та поліпшення умов праці. Профспілка через своє керівництво, веде перемовини з роботодавцем від імені членів профспілки (рядових членів) і укладає з роботодавцями трудові договори (колективні договори). Найчастіша мета цих асоціацій або союзів — «підтримання або поліпшення умов їх зайнятості». Це може охоплювати переговори про заробітну плату, правила роботи, процедури подавання скарг, правила найму, звільнення і просування працівників, пільги, безпеку на робочому місці і лінію поведінки.

## Безпека
Професійні хвороби та нівечення коштують бізнесу мільярдів доларів щорічно. Дослідження показали, як створення і впровадження компанією комплексних систем керування безпекою та охороною здоров'я, скорочує кількість таких випадків і видатки на страхування та відшкодування постраждалим працівникам. Продовжують розроблятися нові технології, як-от переносні пристрої безпеки й онлайн-тренування з безпеки, щоби спонукати роботодавців вкладати кошти в систему безпеки і в такий спосіб знижувати витрати підприємств на захист здоров'я власних співробітників.

## Опис на прикладі США
В США бізнес розвивається на основі індивідуальної, партнерської та корпоративної форм власності. На індивідуальній власності заснований бізнес, в якому власником і підприємцем є одна особа, що отримує всі доходи і несе відповідальність за ведення справи. У США таких власників понад 15 млн. (75 % від загальної кількості підприємств), але вони отримують лише до 9 % грошових надходжень. Для малого бізнесу притаманні незалежний менеджмент, власний капітал, обмежений район операцій, невеликі розміри. Він відіграє значну роль у забезпеченні зайнятості (в США майже третина робочих місць припадає на фірми, де працює менше 100 осіб), певною мірою забезпечує насичення ринку споживчими товарами та послугами, сприяє послабленню монополізму, розвиткові конкуренції, структурній перебудові економіки, є засобом досягнення особистого успіху. Малий бізнес — важливе джерело інновації. До винаходів, зроблених ним, належать літаки, вертольоти, персональні комп'ютери, аерозоль тощо.
На основі партнерської (групової) форми власності розвивається бізнес добровільно офіційно зареєстрованих асоціацій двох і більше осіб. Партнери створюють компанії, товариства та інші організації і стають співвласниками спільної власності. Партнерство становить майже 8 % обсягу підприємницької діяльності і 4 % відсотка всіх підприємницьких доходів у США.
На корпоративній формі власності заснований великий бізнес. Корпорації існують, як незалежні юридичні суб'єкти, відповідальність акціонерів за зобов'язанням фірми, за правовими претензіями до неї обмежуються їх внесеними грошовими коштами.
Жодна з трьох форм організації бізнесу не є універсальною. Одноосібний бізнес має таку перевагу, як простота. Партнерство сприяє об'єднанню капіталів і талантів декількох осіб. Корпорації пропонують обмежену відповідальність і необмежену діяльність самої організації, отримання прибутку. Центральна постать будь-якого бізнесу — менеджери, які формують організаційну структуру бізнесу, відстежують взаємодію всіх ресурсів тощо.

## Компанія згідно юридичного підходу, Франція
Обрану правову форму треба зареєструвати у повноважних органах. Ця правова форма, пов'язана з відмітним та однозначним розпізнаванням. Стосовно компанії, ця реєстрація надає їй юридичної особи та юридичного статусу, форма якої залежить від корпоративної мети компанії, кількості постачальників капіталу, розміру залученого капіталу, а також законодавчих та нормативних вимог. Здійснення діяльності компанії також, може бути предметом попереднього дозволу, виданого на постійній або поновлюваній основі, знову ж таки в межах чинного законодавства (приклади: діяльність банків, страхування, аптеки, тимчасова робота, тощо).
Питання про компанію як правову спадщину, як власність, досі обговорюється в доктрині. Наприклад, у нинішньому стані французького законодавства лише окремі ознаки компанії, як-от капітал, лояльність клієнтів та засоби виробництва, розглядаються як права власності (вважаються майновими правами), що належать чинному суб'єкту. З іншого боку, свобода підприємництва визнається Державною радою як загальний правовий принцип з конституційною вагою.
Отже, згідно концепції, закон ототожнює компанію з її керівниками. Однак закон також, регулює представництво співробітників у компанії.
Концепція компанії як чистої організації, здатної діяти самостійно, є культурним утворенням. Приписування рішень, поведінки, навіть емоцій компанії — це віра, яка ототожнює її з людською особистістю. Така персоналізація компанії міститься в законі про компанії, у якому використовується образ юридичної особи. Це також зустрічається в маркетингу з концепцією фірмового стилю для клієнтів.
Ця культурна асиміляція має юридичні та економічні наслідки. Тож, визначення «обмежена відповідальність» та його впровадження до законів XIX століття (наприклад: в Англії закони 1856—1862 років Про обмежене Акціонерне товариство; у Франції, закони від 23 травня 1863 року, згодом від 24 липня 1867 року), було згідно вислову Харарі з його книжки SAPIENS, «серед найвигадливіших винаходів людства»: "Peugeot — творіння нашої колективної уяви. Юристи кажуть про «юридичну вигадку», отже Peugeot належить до особливого виду юридичних витівок — «Товариств з обмеженою відповідальністю». Харарі пояснює: «Якщо машина зламалася, покупець міг би подати до суду на Peugeot, але не на Армана Пежо. Якщо компанія позичала мільйони, перш ніж збанкрутувати, Арман Пежо не заборгував би своїм кредиторам жодного франка. Адже кредит було надано компанії Peugeot, а не Арману Пежо — людині».
Через це, «обмежена відповідальність» — передавання кримінальної відповідальності від акціонера до компанії та економічних ризиків до її робочої групи. Однак таке передавання, не супроводжується натомість, перебранням права власності, внаслідок юридичної несправжності компанії: незалежно від суми, вкладеної акціонером, він завжди має повноваження і є законним власником (завдяки його володінню часткою акцій) усіх засобів виробництва (приміщення, машини, ІТ -ресурси, тощо), зокрема й тих, що придбані завдяки позиченим «мільйонам»; це компанія, яка набуває позикові кошти, відшкодовує і підтримує засоби виробництва у належному стані власним коштом, крім звичайно, виплати заробітної плати, зборів і податків.
Насправді ж, те що компанія використовує будь-яку форму акціонерного товариства, не обов'язково означає, що її цінні папери котируються на фондовій біржі (або навіть що це вважається публічною пропозицією). У цьому разі, купівлі на фондовому ринку або публічні пропозиції, можуть змінити більшу частину контролю над компанією, а також призвести до зміни її керівництва.
Деякі компанії можуть бути створені для притлумлення основного призначення бізнесу: зокрема, для приховування законної чи незаконної діяльності (наприклад: деякі види підприємництва, як-от: азартні ігри, обмін валюти, мийка автомобілів, нерухомість, як відомо допускають «переробку» або «відмивання» грошей, отриманих від незаконної діяльності).

### Загальна мета
Основна функція компанії відрізняється від компанії до компанії або навіть з різних точок зору, в межах однієї компанії (наприклад, з точки зору акціонера, працівника, профспілки, керівництва тощо). Серед різноманітних операційних завдань, які зазвичай спостерігаються:
- обслуговування ринку шляхом вироблення та розповсюдження товарів і послуг, що відповідають платоспроможному попиту; це єдине її економічне виправдання, оскільки жодна компанія не зможе вижити, не зробивши це пріоритетом, якщо вона не захищена та не перебуває поза сферою конкуренції (наприклад, у разі надання певних державних послуг), що водночас, з чисто економічної точки зору, може призвести до споживання більше ресурсів, ніж це доцільно;

- заробляти гроші, тобто отримувати фінансові вигоди, «збираючи більше коштів, ніж вкладено», зокрема для залучення інституційних інвесторів та дрібних акціонерів;

- спрямовувати надлишок грошових коштів, які з більшим прибутком будуть вкладені в розвиток бізнесу або іншого підприємства (у складі «групи»);

- збільшувати соціальну або екологічну корисність; деякі компанії (компанії з місією) навіть за законом, ставлять собі соціальну корисність як мету;

- досягнення технічної мети: будівництво споруди (тунель, міст, дорога тощо), виготовлення готового продукту, проєктування та створення послуги, що задовольняє замовника; ця технічна мета сама собою може бути надзвичайно різноманітною, зокрема:

- діяльність, яка для підприємця не є основним завданням, а є засобом для іншої діяльності: наприклад, володіння прес-групою, виробництво стратегічних ресурсів або створення векторних іміджевих компаній (наприклад, наявність тютюнових компаній в індустрії готового одягу).

- сільськогосподарські кооперативи, які є підприємствами, котрі прагнуть отримувати прибуток не для себе, а для кооператорів-членів.

- «інтеграційні компанії» прагнуть зробити власних співробітників придатними для «звичайної» роботи, не прагнучи в певних випадках (наприклад виробничо-інтеграційна майстерня для неповносправних) отримати прибуток.

Різні політичні погляди на придатну корисність приватного підприємництва, були формалізовані протягом історії людства та розвитку економічної думки:
- від повної непотрібності, що призводило до його придушення чи колективізації;

- до його цілковитої корисності (особливо з точки зору створення робочих місць), що привело до його заохочення та розвитку ремісничих компаній і вільних професій.

### Компанія, конкуренція та конкурентне становище
Для законодавства про конкуренцію, правова форма (приватна або публічна юридична особа, компанія, асоціація) і мета (отримання прибутку чи ні) компанії, не мають значення. Так, для права Європейської Спільноти «визначення підприємства стосується будь-якої юридичної особи, котра здійснює господарську діяльність, незалежно від правового статусу цього суб'єкта та способу його фінансування» (Суд Європейського Союзу (ECJ), рішення Höffner, 1991 року).
Разом з тим, не здійснює економічної діяльності та більше не є компанією що підпадає під дію законодавства про конкуренцію, організація, яка виконує винятково соціальні завдання (CJCE, Poucet 1993) або установа, котра здійснює прерогативи державної влади (CJCE, Eurocontrol, 1994 рік).
- Придбання та продаж бізнесу

- Змагання

- Конкурентне право

- Злиття

- Монополія

- Олігополія

- Маркетинговий план

## Історія
Приміщення у компаній в сучасному розумінні цього терміна, з'явилися лише у 18 столітті, а до цього виробництво товарів та обмін, здійснювалися майже винятково в сім'ях або гільдіях. Через це місце підприємця є важливим, бо він керує всіма ланками в ланцюжку створення вартості. Здебільшого завдяки індустріалізації в 19 столітті, організація компаній значно змінилася. Родинна підпорядкованість компанії та винятковість влади підприємця-менеджера поступово слабшають.
Для прикладу, у Великій Британії, вже на початку дев'ятнадцятого століття (з 1802 року), виникли фабричні закони, через побоювання з приводу поганого здоров'я дітей, які працювали на бавовняних фабриках: Закон 1833 року, утворив спеціальну професійну інспекцію заводів. Початкові повноваження інспекції, полягали в обмеженні робочого часу в текстильній промисловості для дітей та молоді (започатковані для запобігання хронічній надмірній роботі, яка визначалася як провідна, що веде до погіршення здоров'я та нівечень, і непрямим чином, до великої кількості нещасних випадків).
Одним із центрів розвитку бізнесу в Україні, був у Кропивницькому, де вже 1830 року виник великий ярмарок з обігом на десятки тисяч тодішніх карбованців. Загалом, підприємництво на цих землях започатковувалося з часу розбудови цього міста.
З 1880 року «великі сучасні компанії» розвивалися у вигляді товариств з обмеженою відповідальністю, де внесок кожного акціонера у збитки, не міг перевищувати його частку в уставному капіталі. Завдяки цьому принципу, пропозиція капіталу просто вибухнула.
У Німеччині вже станом на 1878 рік, була створена торгова інспекція, яка стежила за дотриманням трудових і емісійних норм і на основі цього, також могла скасовувати торговельні угоди у разі грубих порушень. Отто фон Бісмарк, 1883 року, вперше ввів Законодавство про соціальне страхування та 1884 року, перший Закон про відшкодування працівникам — єдиний такого роду, у західному світі. Подібні акти згодом також, з'являються в інших країнах, частково у відповідь на робітничі хвилювання.
Розпад світової економіки на протекціонізм та торговельні союзи у 1930-х роках, досі залишається загадкою. Відкрита багатостороння торгова система, побудована на Землі навколо мережі торговельних угод про найбільше сприяння, процвітала з 1860 по 1913 рік, але цей комерційний порядок так і не було відновлено після Першої світової війни. Усі країни, крім кількох, запровадили вищі тарифи 1928 року, ніж вони були 1913 року. Протягом 1930-х років держави повсюдно скасовували торговельні договори та відмовлялися від зобов'язань щодо режиму найбільшого сприяння. Тарифи, квоти, імпортні ліцензії, валютний контроль та бартерні угоди поділяли торгівлю всередині формальних та неформальних імперій або повністю її блокували.
Історичні аспекти виникнення бізнесу як явища, хто саме стояв біля джерел його утворення, історичний образ підприємця й яким чином створюється своя «справа» — відповіді на подібні питання викладені в книжці «Оманлива тиша». В основу книжки, лягло наукове дослідження однієї з наймогутніших італійських кримінальних організацій.

## B2b продажі і ефективна організація роботи
Мобільні додатки відмінно допомагають менеджерам з продажу, дилерам або дистриб'юторам зв'язуватися між собою. Так зручно контролювати роботу складу та його завантаженість, керувати організацією логістичних перевезень, бачити скарги або побажання, перенаправляти дзвінки від клієнтів до відповідного відділу.

## Критика та захист компанії
Приватне підприємство, як суб'єкт, котрий створює та ділиться багатством, піддавалося чималій критиці. Критика, що йде, зокрема, з ХІХ століття від думок про соціалізм та соціальне християнство, виявилася глибшою у країнах католицької культури та особливо православних (де взаємини моралі з грошима складні), ніж у країнах протестантської культури, в яких становище та соціальне призначення кожної особистості, вважаються плодом божественної волі (згідно з тезою Макса Вебера про протестантську етику та капіталізм).
Деякі недоброзичливці розглядають приватне підприємство як суб'єкт господарювання, який надає перевагу власним особистим інтересам на шкоду загальному добру.
- Соціалістична критика, що виникла в XIX столітті, вперше була зосереджена на економічних наслідках стосовно питання нерівномірного розподілу багатства, створеного компанією, на користь капіталістів (винагорода за капітал) та на шкоду працівникам (які вкладають свою роботу). Теоретично це висунув Карл Маркс.

- Додано критику корпоративного впливу на політичну владу. У марксистській теорії соціальна «надбудова», що охоплює політичні та релігійні сили, служить економічній «інфраструктурі». Ця критика про зв'язок між політиками та бізнесом, навіть поза течією марксистської думки, ще дуже жива на початку XXI століття.

- Компанії звинувачують у проведенні своєї геополітичної гри, продиктованої їхніми власними зацікавленнями, незалежно або навіть всупереч національній чи міжнародній зовнішній політиці (наприклад, з питань прав людини).

- Історично, приватні компанії звинувачували у пропаганді колоніалізму, західного імперіалізму та війни. Це, наприклад, ленінська критика імперіалізму, як вищої стадії капіталізму.

- З кінця ХХ століття компанії звинувачують у завдаванні шкоди довкіллю під час своєї діяльності.

Інші критики зосереджувалися на внутрішній роботі приватного підприємства. Зокрема можна відзначити таке:
- Критика експлуатації працівників з огляду на нерозмірність у співвідношенні прикладених сил, між роботодавцями та робітниками, особливо у часи безробіття.

- Критика лінії поділу багатства (приріст продуктивності, прибутку) між тими, хто вкладає капітал, і тими, хто надає робочу силу.

- Критика влади в компанії, яка зазвичай належить агентам котрі приносять капітал, а не тим, хто забезпечує їх роботу. Звідси спроби це врівноважити — наприклад, спільне керування в Німеччині.

- Критика форм тиску, що чиниться на працівника та призводить до стресових явищ, виникла, зокрема, з кінця ХХ століття.

Зіткнувшись з критикою, захисники бізнесу наголошують, що приватний інтерес насправді, йде в напрямку загального добробуту:
- Приватне підприємство є найдіяльнішим засобом розподілу ресурсів (капіталу, робочої сили, сировини та енергії), особливо враховуючи обмеження прибутковості.

- Приватне підприємство — найдієвіший двигун економічного зростання та технічних інновацій. Навіть коли вона не перебуває біля її джерела, компанія є рушієм застосування та розповсюдження технічних інновацій.

- Компанія, керуючись турботою про власний розвиток та прибутковість, переважно не зважає на національні, расові чи статеві ознаки і спирається винятково на особисті заслуги. Через це компанія розглядається як чинник миру та міжнародного зближення й об'єднання різних людей.

Щодо внутрішньої діяльності компанії, її захисники додають, що вона може навпаки, бути місцем втілення особистих здібностей. Найпросунутіші випадки цієї тенденції зустрічаються в компаніях з новими технологіями, де підприємці здебільшого молоді, а людські стосунки менш формальні (культура крутого стартапу). Щоправда дехто розглядав перетворення деяких компаній на справжні місця життя з колективними зонами релаксації, як підступний засіб нагляду за співробітниками.
Деякі великі приватні компанії з XIX століття розробили соціальні та культурні програми для власних працівників (їдальні, помешкання, навчання, спортивні та культурні заходи, відпустки). Ці віяння, які інколи випливають із соціального християнства, були засуджені на Заході соціалістичною думкою як такі, що підпадають під патерналізм (патерналістичний капіталізм).